# Джетроу, Чарльз
Чарльз Джетроу (англ.  Charles Henry "Charley" Jewtraw; 5 мая 1900, Лейк-Плэсид, Нью-Йорк — 26 января 1996, Палм-Бич, Флорида) — американский конькобежец, Олимпийский чемпион.

## Биография
Джетроу рос в бедной, многодетной семье. Его отец зимой занимался конькобежным спортом, а летом занимался продажей льда, который в то время применялся вместо холодильников. Чарльз Джетроу помогал отцу таскать куски льда.
Чарльз Джетроу был известным спринтером в США. В 1921 и 1923 годах он был чемпионом США. Джетроу был обладателем мировых рекордов в беге на 100 (9,4 секунды) и 220 ярдов на коньках.
Бизнесмен Джек Мэббит спонсировал подготовку Джетроу к олимпийским играм.
26 января 1924 года Чарльз Джетроу победил на дистанции 500 метров на первых зимних Олимпийских играх во французском Шамони. Джетроу стал первым олимпийским чемпионом в конькобежном спорте и одновременно первым чемпионом зимних Олимпийских игр, так как именно на дистанции 500 метров разыгрывалась первая награда.
Олимпийские игры в Шамони были единственными международными соревнованиями в которых участвовал Джетроу.
После олимпиады Джетроу закончил карьеру конькобежца, переехал в Нью-Йорк и стал представителем фирмы по продаже спортивных товаров.

## Лучшие результаты
Лучшие результаты Джетроу на отдельных дистанциях:
- 500 метров — 44,00 (25 января 1924 года, Шамони)
- 1500 метров — 2:31,60 (25 января 1924 года, Шамони)
- 5000 метров — 9:27,00 (25 января 1924 года, Шамони)